# Ласкер-Ринк
Ла́скер-Ринк (англ. Lasker Rink) — ледовый каток на севере Центрального парка Нью-Йорка, южнее 110 улицы, приблизительно между 106 и 108 улицами Манхэттена.
Открыт в 1966 году.
Летом здесь размещается бассейн, зимой — каток. Зимний режим катка функционирует с октября по март.

## Хоккей
На ледовом катке действует Central Park Ice Hockey, устраиваются массовые катания на коньках, в том числе школьные занятия. Central Park Ice Hockey занимается подготовкой и обучением хоккею любого уровня. Каток также является домашним стадионом мужской хоккейной команды Central Park Hawks и женской хоккейной команды The Lady Hawks.
Стадион принимает хоккейную команду Гарлема (англ. Ice Hockey In Harlem), IHIH. За команду выступают любители игры в хоккей. Команда тренируется с 8 до 11 вечера несколько раз в неделю.

## Фигурное катание
На стадионе проводятся занятия по фигурному катанию любого уровня, в том числе для тех, кто только начинает учиться и также для тех, кто готовится к соревнованиям разного уровня. Существуют программы обучения для детей, частные уроки для участников разного возраста и учёба танцам на льду для тех кому за…

## Факты
Лауреат звания Лучший ледовый каток — 2011, присужденный газетой New York Daily News.
Билеты: взрослые — $6.50, пожилые (60 лет и старше) — $2.50, дети (12 лет и младше) — $3.50.
Стадион принимает соревнования хоккеистов на кубок Ласкера.